# José Hinojosa
José Hinojosa, conocido también como Jusepe o Joseph, e Hinojossa,  Ynojosa, Ynojossa o Inojosa, (¿? - Valencia, 1673; fl., 1662-1673) fue un maestro de capilla español.

## Vida
Como muchos de los maestros de capilla de los siglos XVI y XVII, no hay mucha información sobre sus orígenes. Las primeras noticias sobre el maestro Hinojosa proceden de Calatayud, donde se le supone maestro de capilla de una de las dos colegiatas, la del Santo Sepulcro o de Santa María la Mayor, sin que se pueda determinar de cual. Si fuese de esta última, cosa más probable, podría haber ocupado el cargo entre los maestros Juan Gómez de Navas (1649) y Juan Muñoz (1666-1667).

### Maestría en la Catedral de Teruel
En julio de 1658 fue llamado por el cabildo turolense para la realización de una oposición para el puesto a la que no concurriría más que Hinojosa. El puesto había quedado vacante hacia 1657 por la partida de Miguel Tello para la maestría de Murcia.

Viernes a 5 de Julio [1658] en cabildo ordinario, y llamado con cedula como es costumbre en que concurrieron los mui Illustres S[eño]res don Th[om]as Martinez 
Rubio Dean, arced[ian]o Xulbe arcip[res]te Fonda, sacristan, Assin, Benedito, Carnizer, Perez Barcelona, Sanchez y Athanasio. Y se volbio a proponer la prouision de m[aestr]o de capilla y se resolvio atento que esta el m[aestr]o Ynojosa en la collegial de Calatayud y ser opinion, que se le llame y aca se le examine como mejor pareziere, y si diese satisfacion como se espera quede admitido p[ar]a dicho magisterio con los gajes y honores que los antecesores m[aestr]os de capilla.
Actas capitulares de la Catedral de Teruel, 5 de julio de 1658

Fue elegido por unanimidad el 17 de julio para el cargo. Probablemente ordenó in sacris en 1660, ya que en febrero de ese año había solicitado seguir cobrando las distribuciones hasta su ordenación como sacerdote. Se encargaba de entre seis y ocho infantes y de un conjunto de ministriles, que junto al órgano, garantizaba un funcionamiento digno, pero escaso, de la capilla musical.
En 1661 sufrió una reprimenda del cabildo por negarse a decir la primera lección de Maitines el día de Santiago Apóstol –25 de julio– y por dejar de saludar a sus superiores. Quedaba clara la advertencia de que si volvía a hacerlo tendría multa pecuniaria.

A 29 [07.1661] en cabildo ordin[ari]o en que concurrieron los mui Illustres s[eño]res [...] et assimismo propuso dicho s[eño]r dean que sobre el decir las liciones los sacioneros en las primeras clases, sucedió en los Maytines de S[a]ntiago se escuso 
el m[aestr]o de capilla, y bolbio las espaldas en el coro sin atencion al respeto que se sebe al cabildo, y se resolvio que el S[eño]r dean le diesse una mano, y le aduirtiesse que en otra ocasión que dexare de decir lecion se le penara con mayor rigor
Actas capitulares de la Catedral de Teruel, 29 de julio de 1661

La última noticia sobre Hinojosa en Teruel es del 22 de diciembre de 1662, dando noticia de la partida del maestro:

A 22 de di[cie]m[br]e 1662, en cabildo ordin[ari]o en que concurrieron los muy Ill[ustr]es s[eñor]es dean arcipreste chantre Carnicer Perez Puruel [?] Blasco Assin resoluieron que el organista diese licion a los niños de canto por estar proueydo en el Colegio del s[eño]r Patriarcha de Val[enci]a el maestro de capilla desta S[an]ta Yglesia; [...]
Actas capitulares de la Catedral de Teruel, 22 de diciembre de 1662

En principio el cargo quedó vacante, con lo que las responsabilidades quedaron a cargo del organista. El cargo no se cubrió hasta el 31 de agosto de 1663, cuando se eligió entre cuatro candidatos a José Alcalá.

### Maestría en el Corpus Christi de Valencia
La maestría de la iglesia del Corpus Christi o del Patriarca, perteneciente al Real Colegio Seminario del Corpus Christi, llevaba 29 años ocupada de forma interina por Marcos Pérez, un contralto que no tenía las dotes necesarias para el cargo, ni componía obras para la liturgia. Sin embargo, el Colegio no tenía dinero suficiente para permitirse un maestro de capilla ni un capiscol, por lo que el abnegado Pérez realizaba la función con un salario de capellán. En 1661 los visitadores del Colegio reclamaron la situación, pero el Colegio consiguió posponer la decisión hasta 1662, cuando, con las cuentas del Colegio algo mejoradas y tras 21 meses de insistencia de los visitadores, se sacó a concurso la plaza:

Jueues a 28. de sett[iembr]e 1662 se fixaron edictos para la Plaça de Maestro de Capilla con salario de £150 y casa A la qual estâ annexa Una de las Capellanias primeras con Distribuciones de £220 sin misa. Y se fixaron en las puertas de este Col[egi]o en las de la Aseo S[an] Martin, S[an] Joan [del mercado] S[an] Nicolas y demas partes que manda la Constitucion 
 
En Xatiua se fixaron en 30. de sett[iembr]e

En Gandia se fixaron en 3. de Octub[r]e

En Origuela se fixaron en 20 de Octub[r]e

En Segorbe se fixaron en 29. Sett[iembr]e

En Murçia se fixaron en 4. de Octub[r]e

En Cuenca se fixaron en 4. de Octub[r]e

En Tortosa se fixaron en 30 Sett[iembr]e

En Çaragoza se fixaron en 8. de Octub[r]e

Opositores 
Gabriel Chambi Musico de la Aseo

Roque Monserrat Organista de S[anta] Catharina

Jusepe Ynojosa M[aestr]o de Capilla de Teruel

El Lic[encia]do Miguel Monchiu sub[d]iacono

Luis Gargallo m[aestr]o de Capilla de Huesca
Elección de capellán del Real Colegio de Corpus Xpti, 28 de septiembre de 1662

Participaron en el examen, además de José Hinojosa, Gabriel Chambi, ministril de la Catedral de Valencia; Roque Montserrat, organista de la parroquia de Santa Catalina de Valencia; Miguel Monjiu, que había sido infante en la catedral valenciana, y Luis Vicente Gargallo, maestro de capilla de la Catedral de Huesca. Como jurados se eligió a Gracián Babán, el maestro de Valencia, y sus dos organistas, Andrés Pérez de Argansa y Jerónimo de la Torre. La oposición se realizó durante seis días, del 22 al 27 de noviembre de 1662, y el tribunal se decidió por Gargallo, el que obtuvo una mejor puntuación en el exigente examen, seguido por Monjiu e Hinojosa. Babán con toda probabilidad había sido maestro de Gargallo en la Catedral de Huesca, además de ser su antecesor en la maestría de la metropolitana oscense, por lo que conocía bien sus talentos.

Ynforme del examen de Maestros de Capilla del Ill[ustr]e Colegio de Corpus Xpi. de Val[enci]a el qual se empeço Miercoles a 22 de Nou[iembr]e de 1662 al qual concurrieron, Miguel Monchiu, Roque Monçerrat presb[íter]o Grabiel Sostre, Y Sola Musico  de la Metropoli[tana] y el M[aestr]o Joseph Ynojosa de la Catredal de Terguel, y Luys Gargallo M[aestr]o de la de Huesca. Sie[n]do examinadores nombrados el Licenciado Gracian Baban M[aestr]o de la Metropolitana de Val[enci]a, Andres Perez de Argansa y G[eroni]mo La Torre organista de dicha Metropolitana.
[...]
De  todo Lo dicho sacamos en Consequencia todos tres examinadores unanimes, Y conformes, que de todo rigor de Justicia deue dar V[uestra] S[eñorí]a La plaza al M[aestr]o de Huesca, y, como se ha hecho el examen para este santuario, se hiziera para nuestra metropolitana, O cualquiera  otra Yglessia de España, se la dieramos asimismo, por hauer en el dicho sujeto sciencia,  habilidad, Y pericia para qualquiera de ellas. Este es nuestro sentir, Y por tanto Lo firmamos en Val[enci]a, a 29 de Nouie[mbr]e 1662

El musicólogo Sánchez Mombiedro considera que «las pruebas preparadas respondían a la tipología habitual de las grandes capillas de la península» y el resultado fue «imparcial y ecuánime, realizado por un jurado competente», aunque solo era consultivo. Se desconoce porqué el cabildo se decidió por Hinojosa, nombrándolo maestro de capilla el 14 de diciembre de 1662, a pesar de que Gargallo y Monjiu obtuvieran mejores puntuaciones. El hecho produjo una cierta polémica, que se extendió hasta 1667.
En Valencia hay pocos documentos que se refieran al maestro. En 1668 se le ordenó dar la lección de los infantes en el Colegio y no en su casa, costumbre que había comenzado Hinojosa poco antes. En 1672 aparece una desavenencia de Hinojosa con el ayudante del sacristán, José Arboleda, pero no es posible saber la razón. Meses antes de su fallecimiento, entre 1672 y 1673, comienzan a faltar la firma de Hinojosa en las libranzas de las distribuciones semanales, lo que podría indicar una enfermedad o una salud precaria, aunque no parece haber habido maestro interino en ese momento.
Entre sus alumnos se cuenta el maestro Antonio Teodoro Ortells, que fue elegido su sucesor en la maestría del Corpus Christi de Valencia en una oposición donde se enfrentó a Roque Montserrat.
Hinojosa falleció el sábado 30 de diciembre de 1673 a las 5 de la mañana.

Se han de celebrar 81 missas por alma del M[aestr]o de Capilla Mo[sén] Joseph Ynojosa por la hermandad que son a 3 missas por cada sacerdote murió Sabado en 30 de Dez[iembr]e 1673 a las 5 de la mañana [...]

La misa de cuerpo presente se realizó 2 de enero de 1674.

En 2 de henero se dixo Missa de Cuerpo presente por el alma del M[aestr]o de Capilla deste Collegio Mo[sén] Jusepe Ynojossa, diose de lim[osn]a [...] £6s6

Hinojosa dejó como herederos a su hermano, Gregorio  Hinojosa, también sacerdote, y a Ana María Pérez. El Colegio les compró la música que el maestro había dejado, tanto las composiciones propias, como las de otros compositores, por 30 libras valencianas, precio que parece bajo para el valor de las composiciones.

## Obra
En el archivo de la Catedral de Teruel se encuentran cuatro obras del maestro:
- Incipit lamentatio, lamentación 1.ª del Miércoles Santo, a 8 voces;
- Mirabilia testimonia tua, salmo de Nona, a 8 voces;
- Domine ad adjuvandum me festina, a 6 voces;
- Laudate Dominum omnes gentes, salmo a 8 voces.

En el Colegio del Corpus Christi de Valencia se conservan 47 obras de Hinojosa: las provenientes del libro de partituras Rayados de Musica del M[aestr]o Joseph Hinojosa, dos borradores copiados por José Conejos Ortells y la música de Hinojosa conservada «a papeles».